# Jan Szyttler
Jan Szyttler (ur. 1763 w Warszawie, zm. 1850) – polski kucharz, autor pierwszych systematycznych książek kucharskich na ziemiach polskich.

## Życiorys
Urodził się w stolicy Polski w rodzinie kucharza. Karierę rozpoczął w wieku czternastu lat jako kuchcik na dworze Ogińskich w Siedlcach. Później był kucharzem na dworze Stanisława Augusta Poniatowskiego (pod kierownictwem sławnego kuchmistrza Paula Tremona). Upodobania kulinarne króla Stanisława Augusta zapoczątkowały modę na wyrafinowaną, a zarazem zdrową kuchnię, łączącą tradycje kulinarne kuchni francuskiej i kuchni polskiej.
W 1820 roku osiadł w Wilnie, gdzie do końca życia zajmował się wyłącznie pisaniem i publikacją książek oraz poradników na tematy gospodarskie, w tym kucharskich, które cieszyły się wielką popularnością w Polsce oraz na Litwie i Białorusi. Książki kucharskie Szyttlera (które były wydawane w ogromnych, jak na owe czasy nakładach) wywarły wielki wpływ na kształtowanie szlacheckich i mieszczańskich gustów kulinarnych.
Szyttler wydał kilkadziesiąt książek, w tym najpopularniejsze: Kuchnia myśliwska, czyli na łowach (1823), Kucharz dobrze usposobiony (1830), Poradnik dla myśliwych (1839), Kucharz Nowy dla osób osłabionych (1837), Kucharka oszczędna (1835; wyd. III rozsz., 1840; wyd. IV rozsz., 1850).
Szyttler czerpał inspiracje dla swoich przepisów zarówno z kuchni francuskiej, jak i polskiej, oraz w mniejszym stopniu kuchni litewskiej i kuchni białoruskiej. Inni autorzy, jak Anna Ciundziewicka (Gospodyni litewska, 1848) i Wincenta Zawadzka (Kucharka litewska, 1854), piszący w tym okresie dzieła o podobnej tematyce mocno inspirowali się książkami Szyttlera.